# Herb Holszan

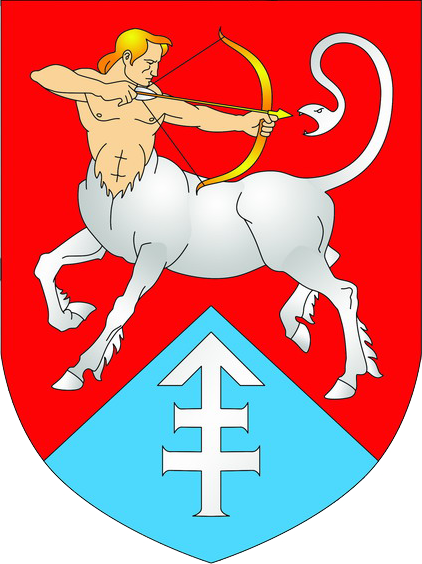
Herb Holszan

Herb Holszan (białorus. Герб Гальшан, Hierb Halszan, ros. Герб Гольшан, Gierb Golszan) – symbol agromiasteczka Holszany. Podstawą do zaprojektowania herbu Holszan posłużyły herby byłych właścicieli miejscowości: Holszańskich – Hippocentaurus i Sapiehów herbu Lis. Herb został zatwierdzony 17 lipca 2006 roku przez prezydenta Alaksandra Łukaszenkę zarządzeniem Nr 455.

## Blazonowanie
Na wczesnogotyckiej tarczy z trójkątnym wierzchołkiem w górnym czerwonym polu przedstawiony hipocentaur – mityczna figura konia o srebrnym umaszczeniu, posiadająca głowę, tors i ręce ludzkie w kolorze naturalnym, ogon zakończony paszczą smoka, którą poraża strzała ze srebrną brzechwą, wypuszczona ze złotego łuku przez ręce stworzenia; w wierzchołku w barwie błękitnej – herb Lis – srebrna dwakroć przekreślona strzała.